# CKRY-FM
CKRY-FM är en radiostation i Kanada, som sänder countrymusik på våglängden 105,1 FM i Calgary, Alberta.
CKRY använder varumärket Country 105. En sändare i Banff i Alberta skickar vidare deras sändningar på våglängden 93,3 MHz. Stationen ägs av Corus Entertainment. Första gången radiostationen sändes var juli 1982.